# Biblioteca Maria Beatriz Nascimento
A Biblioteca Maria Beatriz Nascimento é a principal biblioteca do Arquivo Nacional, tendo sido criada, em 1876, pelo regulamento do Arquivo do Império (anexo ao decreto nº 6.164, de 24 de março daquele ano) para reunir, além da coleção impressa de legislação brasileira, obras de direito público, administração, história e geografia do Brasil. Dedicada a um público especializado, complementava a consulta aos manuscritos e documentos impressos e vinha somar-se ao universo de bibliotecas públicas instaladas no Rio de Janeiro, durante o período imperial.

## História

Maracanã da obra Expedition dans les parties centrales de l'Amerique du Sud (1850-1857) de Francis de la Porte da Biblioteca Maria Beatriz Nascimento.

Ainda no século XIX, a biblioteca contou com o apoio de doadores da elite política e de instituições, como o visconde de Uruguai, o conselheiro Pimenta Bueno, Candido Mendes de Almeida, Pereira da Silva, o fotógrafo Victor Frond, o Instituto Histórico e Geográfico Brasileiro, Instituto dos Advogados Brasileiros, entre muitos outros para formar sua coleção. Em 1883, a biblioteca já contava com cerca de quatrocentos volumes.
Com o passar dos anos, tornou-se uma importante fonte de informação e pesquisa para os estudos de história do Brasil e de arquivologia. Atualmente, mantém intercâmbio de publicações com arquivos estaduais e municipais brasileiros e com arquivos nacionais e regionais de vários países. Recentemente recebeu como doação a biblioteca da Associação dos Arquivistas Brasileiros (1971-2015), passando a reunir, assim, o maior acervo bibliográfico de arquivologia do país.
A Biblioteca é atualmente composta por 111 mil exemplares de livros, folhetos, periódicos, teses, dissertações, CDs e DVDs, em mais de vinte idiomas diferentes. Parte desse acervo, com 23 mil volumes, é constituída por obras raras e especiais. Desse acervo destacam-se a obra em pergaminho Senaca Moralis, de Sêneca (1490); uma Bíblia em latim de 1509; Le relationi universali, de Giovanni Botero (1595); Encyclopédie ou Dictionnaire raisonné des sciences, des arts et des métiers, par une Société de Gens de lettres (1751-1780); Dictionnaire infernal répertoire universel, de Collin de Plancy (1863), além de manuscritos iluminados medievais do século XV. Outro conjunto de publicações muito importante consiste na coleção de livros de viajantes e cronistas que registraram seu olhar e sua interpretação do Brasil e seus povos: Historia navigationis in Brasiliam, de Jean de Léry (1586); L’histoire du nouveau monde ou Decription des indes occidentales, contenant dix-huict liures, de Joannes de Laet (1640); Historia naturalis brasiliae, de Willem Piso (1648); Rerum per octennium in Brasilia et alibi gestarum de Casparis Barlaei (1660); Johan Nieuhof (1682); De Gedenkwaardige Voyagie, de Andries Battel (1706); Relation abrégée d’un voyage fait dans l’interieur de l’Amérique Méridionale, de Charles Marie de La Condamine (1745); Travels in the interior of Brazil, particurlary in the gold and diamond districts of that country, de John Mawe (1812); Travels in Brazil, de Henry Koster (1816); Reise in Brasilien, de Johann Baptist Von Spix e Karl Friedrich Philipp Von Martius (18231831); Voyage dans le discrict des diamans et sur le littoral du Brésil, de Auguste de Saint-Hilaire (1833); Voyage pittoresque dans le Brésil, de Johann Moritz Rugendas (1835); Diário da viagem do Dr. Francisco José de Lacerda e Almeida pelas capitanias do Pará, Rio Negro, Mato Grosso, Cuyaba e S. Paulo, nos annos de 1780 a 1790, de Francisco José de Lacerda e Almeida (1841); A woman’s journey round the world, from Vienna to Brasil, Chili, Tahiti, China, Hindostan, Persia, and Asia Minor, de Ida Reyer Pfeiffer (1850); Ornithologie brésilienne ou Histoire des oiseaux du Brésil, remarquables par leur plumage, leur chant ou leurs habitudes, de Jean Theodore Descourtilz (1852); Brazil and the brazilians portrayed in historical and descriptive sketches de Daniel Parish Kidder (1857); Voyage dans le nord du Brésil fait durant les années 1613 et 1614, de Yves d’Evreux (1864); A journey in Brazil de Louis Agassiz (1868), entre outras obras.
O catálogo da Biblioteca Maria Beatriz do Nascimento pode ser consultado no site do Arquivo Nacional por meio da base de dados BNPortal. Todo o acervo está disponível à consulta mediante agendamento prévio com o Setor de Atendimento Presencial, no Rio de Janeiro, ou por meio de reprodução, com o Setor de Atendimento a Distância.

## Homenagem à Maria Beatriz Nascimento
Em 2016 em uma votação direta nas mídias sociais para escolher um nome para a principal biblioteca do Arquivo Nacional, Maria Beatriz Nascimento foi escolhido por 84% dos votos. Nascida em 1942 em Aracaju (SE), Maria Beatriz Nascimento migrou com a família para o Rio de Janeiro nos anos 1950, onde se formou em história pela Universidade Federal do Rio de Janeiro e se pós-graduou na Universidade Federal Fluminense. Militante e intelectual do Movimento Negro, realizou pesquisas sobre o racismo e os quilombos, abordando questões como a diáspora africana no Brasil. Poeta, idealizou o filme Ori (1989), dirigido por Raquel Gerber. Sua carreira e militância foram interrompidas em 1995, quando foi assassinada ao defender uma amiga do seu companheiro violento. Naquele ano cursava mestrado em Comunicação Social na UFRJ, sob a orientação do prof. dr. Muniz Sodré. Maria Beatriz foi estagiária do Arquivo Nacional e seu acervo arquivístico foi doado à instituição por sua filha em 1999.